# 永广铁路
永广铁路，即成昆铁路复线川滇省界至广通段，是中國一條連接云南省楚雄州永仁县與禄丰县广通镇的铁路。全长约127公里。

## 概况
永广铁路全长127公里，线路等级为国铁Ⅰ级，双线电气化，设计速度目标值160km/h；全段新建车站4个（永仁、新康、元谋西、大树村），改建车站2个（甸尾、广通北）。于2013年12月18日开工，元谋西至甸尾区间于2019年10月9日竣工通车，攀枝花南至永仁段于2020年1月9日通车。